# Oswaldo Cruz

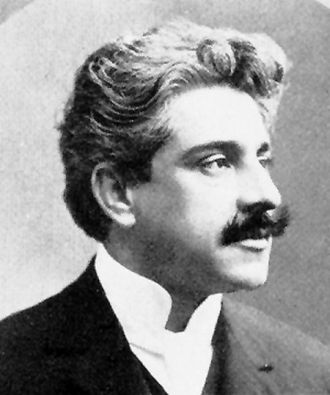

Oswaldo Cruz (São Luís do Paraitinga, bij Ubatuba, 5 augustus 1872 - Petrópolis, 11 februari 1917) was een Braziliaanse bacterioloog.
Hij groeide vanaf zijn vijfde in Rio de Janeiro op en studeerde daar van 1887 tot eind 1892 geneeskunde aan de Nationale Faculteit van Rio de Janeiro. Na zijn studie, overleed zijn vader waarna Cruz als arts zijn plaats innam in diens kliniek in Rio. Nadien vertrok Cruz in 1896 naar Parijs, waar hij aan het Pasteur Instituut studeerde. Nadat hij zich daar had gespecialiseerd in serumtherapie keerde Cruz in 1899 terug naar Brazilië. Daar zette hij het eerste laboratorium voor klinische analyses in Rio op en hield zich vanaf die tijd bezig met het ontwikkelen van een serum en vaccin tegen de builenpestepidemie die tegen het einde van 1899 in São Paulo en de haven van Santos en vanaf begin 1900 in Rio de Janeiro uitbrak. In 1903 begon Cruz met de bouw van het Instituto Oswaldo Cruz en in hetzelfde jaar werd hij directeur van de gezondheidsdienst onder de regering Alves. In die hoedanigheid ontwikkelde hij een serum en vaccin tegen gele koorts die tevens in de toenmalige hoofdstad van het land heerste en ging hij door met het bestrijden van de builenpest. Dientengevolge is de pest één jaar later en de gele koorts in het begin van 1907 uitgeroeid. Wegens zijn verdiensten op het gebied van de sanering kreeg Cruz in 1907 de gouden medaille toegekend tijdens de Internationale Tentoonstelling voor de Hygiëne in Berlijn. Later, ging hij naar Belém om de gele koorts aldaar te bestrijden. Wegens gezondheidsredenen vestigde Cruz zich in 1915 in Petrópolis. Daar overleed hij in 1917 op vierenveertigjarige leeftijd als gevolg van ernstige nierklachten.